# Ђорђе Николић (сниматељ)
Ђорђе Николић (Умка, 7. август 1932 — Београд, 3. септембар 2018) био је југословенски и српски филмски и тв сниматељ. Љубав најпре према фотографији, а касније ка филмској камери открио је као шестогодишњак.
Стицао је искуство за рад на филму од пионира филмске фотографије попут Михајла Поповића, Велибора Андрејевића, Милорада Марковића и многих других.
По завршеној Академији, постао је неодвојиви деро златне ере југословенског филма, најпре као асистент камере, затим као сниматељ а онда као и директор фотографије у многобројним домаћим и страним филмовима.
Са оскаровцем Душаном Вукотићем урадио је кратки анимирани филм Мрља на савести из 1968, а са Мићом Милошевићем први домаћи дугометражни документарац Де Јонгови из 1975. године.
Самостално снима низ краткометражних документарних филмова, а 1966. године је дебитовао као директор фотографије на играном филму Владана Слијепчевића Штићеник.
Сарађивао је са звучним домаћим редитељима попут Владимира Слијепчевића, Саше Петровића, Вука Вучо, Милана Јелића, Зорана Чалића, а и са страним редитељима попут Мела Брукса, Данфорда Грина и Гордона Хеслера.
Задњих 28 година са својом видео камером био је један од главних сниматеља за аустријску државну телевизију ОРФ.
Добитник је многобројних награда и признања, а и био је дугогодишњи члан Удружења филмских уметника Србије и Академије филмске уметности и науке Србије.

## Филмографија
| Год.     | Назив                          | Улога                              |
| -------- | ------------------------------ | ---------------------------------- |
| 1950.-те |                                |                                    |
| 1957.    | Зеница                         | асистент камере                    |
| 1957.    | Мали човек                     | асистент камере                    |
| 1958.    | Госпођа министарка             | асистент камере                    |
| 1960.-те |                                |                                    |
| 1960.    | Капетан Леши                   | фотограф                           |
| 1960.    | Заједнички стан                | асистент камере                    |
| 1961.    | Лето је криво за све           | први асистент камере               |
| 1962.    | Медаљон са три срца            | први асистент камере               |
| 1966.    | Штићеник (филм из 1966)        | директор фотографије               |
| 1967.    | Дим (филм)                     | директор фотографије               |
| 1968.    | Биће скоро пропаст света       | директор фотографије               |
| 1970.-те |                                |                                    |
| 1970.    | Дванаест столица               | директор фотографије               |
| 1970.    | Седморица младих               | директор фотографије               |
| 1971.    | Цео живот за годину дана       | директор фотографије               |
| 1971.    | Моја луда глава                | директор фотографије               |
| 1973.    | Несрећа                        | директор фотографије               |
| 1974.    | Кров над главом                | директор фотографије               |
| 1975.    | Де Јонгови                     | директор фотографије               |
| 1975.    | Ђавоље мердевине               | директор фотографије               |
| 1975.    | Пријатељи                      | директор фотографије               |
| 1976.    | Сестре                         | директор фотографије               |
| 1978.    | Повратак отписаних (ТВ серија) | директор фотографије               |
| 1978.    | Сва чуда света                 | директор фотографије               |
| 1980.-те |                                |                                    |
| 1980.    | Авантуре Боривоја Шурдиловића  | директор фотографије               |
| 1980.    | Врућ ветар                     | директор фотографије               |
| 1980.    | Рад на одређено време          | директор фотографије               |
| 1981.    | Краљевски воз                  | директор фотографије               |
| 1982.    | Мој тата на одређено време     | директор фотографије               |
| 1983.    | Марија, где си...?             | директор фотографије               |
| 1984.    | Тајни дневник Сигмунда Фројда  | директор фотографије и копродуцент |
| 1984.    | Јагуаров скок                  | директор фотографије               |
| 1984.    | Нема проблема                  | директор фотографије               |
| 1985.    | Ћао, инспекторе                | директор фотографије               |
| 1985.    | Жикина династија               | директор фотографије               |
| 1986.    | Друга Жикина династија         | директор фотографије               |
| 1987.    | The Misfit Brigade             | директор фотографије               |
| 1987.    | Луталица                       | директор фотографије               |
| 1988.    | Жуљ (документарни филм)        | директор фотографије               |
| 1988.    | Сулуде године                  | директор фотографије               |
| 1989.    | Масмедиологија на Балкану      | директор фотографије               |
| 1990.-те |                                |                                    |
| 1990.    | Балканска перестројка          | директор фотографије               |
| 1994.    | Рођен као ратник               | директор фотографије               |